# Jana Sýkorová
Jana Sýkorová (* 9. června 1973 Karlovy Vary) je česká operní pěvkyně – lyrická mezzosopranistka/altistka.

## Životopis
Zpěvu se začala věnovat až po maturitě na střední pedagogické škole. Již během studia na Pražské konzervatoři ve třídě Brigity Šulcové získala řadu soutěžních ocenění. V roce 1995 obdržela 1. cenu na Mezinárodní soutěžní přehlídce konzervatoří v Pardubicích, o rok později Cenu Jarmily Novotné na Mezinárodní pěvecké soutěži Antonína Dvořáka v Karlových Varech, v roce 1997 zvítězila v kategorii junior spolu s Cenou Českého rozhlasu za nejlepší interpretaci písňového cyklu autora 20. století. V roce 1998 obdržela prestižní evropskou cenu Förderpreis für junge Künstler.
Ještě během studií na konzervatoři debutovala v Národním divadle v Praze s malou rolí v opeře Richarda Strausse Růžový kavalír pod taktovkou Jiřího Kouta a na scéně Státní opery Praha dostala příležitost v roli Slepé matky v Ponchielliho opeře La Gioconda. Po ročním angažmá v Divadle F. X. Šaldy v Liberci se stala roku 1999 sólistkou Státní opery Praha, jíž je dosud. Zde ztvárnila z titulních rolí Bizetovu Carmen, Vivaldiho Orlanda a dále ve světových premiérách děl Emila Viklického a Laurenta Petitgirarda Faidru, Smrt a Sloního muže. K jejím dalším rolím na scéně Státní opery Praha patří Fenena ve Verdiho Nabuccovi, Maddalena ve Verdiho Rigolettovi, Ulrika ve Verdiho Maškarním plesu, Suzuki v Pucciniho Madama Butterfly a další, naposledy Anitra v Griegově Peeru Gyntovi a Pallas Athéna v koncertním provedení znovuobjevené opery Saint-Saënse Helena (spolu s cyklem písní s orchestrem Perská noc téhož autora) ke 120. výročí otevření pražského Nového německého divadla, dnešní Státní opery Praha.
Od roku 2002 byla stálým hostem Národního divadla v Praze, kde ztvárnila role Carmen, Káči v Dvořákově Čertovi a Káče (společně také např. s Bohumilem Gregorem) a Panny Rózy ve Smetanově Tajemství. Jako Carmen vystupuje od roku 2006 též v Janáčkově opeře Národního divadla v Brně.
Ze zahraničních operních scén se představila v letech 2000 a 2001 na operním festivalu v rakouském Welsu v roli Grimgerdy ve Wagnerově Valkýře, v Berlíně zazpívala ve Viklického Smrt v koncertní světové premiéře; se Státní operou Praha provedla v Berlíně Viklického Faidru a na operním festivalu v tureckém Aspendosu zpívala Fenenu ve Verdiho Nabuccovi. Dvakrát hostovala ve francouzském Nice – v roce 2002 to byla francouzská premiéra Petitgirardova Sloního muže, v roce 2007 role Maddaleny ve Verdiho Rigolettovi s dirigentem Markem Guidarinim. V roce 2007 debutovala v londýnské Královské opeře Covent Garden v roli Maddaleny ve Verdiho Rigolettovi v hudebním nastudování Renata Palumba a režii Davida McVicara, v roce 2008 se sem vrátila s rolí Mercédès v Bizetově Carmen v hudebním nastudování Daniela Orena a režii Francesky Zambellové. Jako první ze současné české mladší pěvecké generace tak vystoupila v Královské opeře Covent Garden v několika produkcích.
Pravidelně spolupracuje s Českou filharmonií, Symfonickým orchestrem hl. m. Prahy FOK, Symfonickým orchestrem Českého rozhlasu a dalšími našimi orchestry. Koncertně vystupovala v Dánsku, Norsku, Francii, Itálii, Velké Británii, Španělsku, Polsku, Maďarsku, na Slovensku a v Japonsku. Dvořákovo Stabat Mater provedla mj. se Symfonickým orchestrem hl. m. Prahy FOK v Římě a s Českou filharmonií v Tokiu, kde vystoupila též ve známé Suntory Hall. Z jejích vystoupení se zahraničními orchestry stojí za zmínku např. Dvořákovo Requiem na festivalu v norském Trondheimu 1998, světová premiéra Petitgirardova písňového cyklu Blázen do Elzy na slova Luise Aragona v Paříži v roce 2002 za řízení autora, provedení písňového cyklu Nipponari raného Bohuslava Martinů s Markem Stringerem v Glasgow v roce 2003, Dvořákovo Stabat Mater a Requiem v Japonsku 2008, naposledy dvojí provedení slavné Brahmsovy Altové rapsodie v dánském Odense pod taktovkou nestora evropských dirigentů proslulého svým vztahem k vokálně symfonické tvorbě, Bernharda Klee v roce 2009. Opakovaně je zvána ke spolupráci Gerdem Albrechtem, v roce 2009 viz např. společná provedení Dvořákova oratoria Svatá Ludmila v nizozemském Utrechtu či Prokofjevovy kantáty Alexandr Něvský ve Stuttgartu.
Podílela se na Bělohlávkově CD nahrávce Dvořákových Tvrdých palic pro Supraphon a natočila řadu oratorií a písňových cyklů soudobých autorů (Petra Ebena, Věroslava Neumanna, Zdeňka Lukáše, Josefa Marka) pro Český rozhlas. Dvakrát byla v širší nominaci na Cenu Thálie, jednou byla nominována na Cenu Alfréda Radoka. Pozornosti mezinárodní kritiky se dostalo jejímu ztvárnění Sloního muže při francouzské premiéře v Nice roku 2002 i z ní pořízenému DVD, následně vydanému na labelu Marco Polo (mj. časopisem Gramophone Magazine vyhlášeno za DVD měsíce února 2005).

## Nahrávky

### Nahrávky ve veřejné distribuci
- CD Leoš Janáček: Mše (alt), Pražský filharmonický sbor a Lukáš Vasilek, studio 2008, připravuje se k vydání na labelu Supraphon,
- CD Antonín Dvořák: Tvrdé palice (Vdova Říhová, alt), Pražská komorní filharmonie a Jiří Bělohlávek, studio 2004, vydáno 2005 na labelu Supraphon
- DVD Laurent Petitgirard: Joseph Merrick zvaný Sloní muž (titulní role, kontraalt), Opéra de Nice a Laurent Petitgirard, live 2002 - FRANCOUZSKÁ SCÉNICKÁ PREMIÉRA A SVĚTOVÁ PREMIÉRA NA DVD, vydáno 2005 na labelu Marco Polo, vyhlášeno za DVD měsíce února 2005 časopisem Gramophone Magazine

### Výběr z nahrávek pro zahraniční rozhlas
- Antonín Dvořák: Svatá Ludmila (Svatava, alt), Symfonický orchestr a sbor Nizozemského rozhlasu a Gerd Albrecht, live 2009, Nizozemský rozhlas
- Antonín Dvořák: Biblické písně (výběr; alt), Antonín Dvořák: Cikánské písně (výběr; alt), Antonín Dvořák: Moravské dvojzpěvy (výběr; alt) se Simonou Šaturovou a Balászem Rétim, Budapest Dvořák Marathon, live 2009, Maďarský rozhlas
- Johannes Brahms: Altová rapsodie (alt), Leoš Janáček: Glagolská mše (alt), Symfonický orchestr a sbor Odense a Bernhard Klee, live Odense 2009, Dánský rozhlas
- Jules Massenet: Marie-Magdeleine (Marthe, alt), Symfonický orchestr Slovenského rozhlasu a Vladimír Válek, live 2006, Slovenský rozhlas

### Výběr z nahrávek pro Český rozhlas
- Camille Saint-Saëns: Perská noc (alt), Helena (Pallas Athène, alt), pěvecký sbor a orchestr Státní opery Praha a Guillaume Tourniaire, live 2008
- Jan Křtitel Vaňhal: Stabat Mater (alt), Pražská komorní filharmonie a Tomáš Hanus, live 2007
- Edvard Grieg: Peer Gynt (Anitra, alt), pěvecký sbor a orchestr Státní opery Praha a Guillaume Tourniaire, live 2007
- Josef Marek: In Spe (alt), live 2007 - SVĚTOVÁ PREMIÉRA
- Antonín Dvořák: Stabat Mater (alt), Symfonický orchestr Českého rozhlasu a Vladimír Válek, live 2006
- Jakub Jan Ryba: Česká mše vánoční (alt), Symfonický orchestr Českého rozhlasu a Vladimír Válek, live 2004
- Jules Massenet: Marie-Magdeleine (Marthe, alt), Symfonický orchestr Českého rozhlasu a Vladimír Válek, live 2004
- Petr Eben: Písně nelaskavé (alt), live 2003